# Kommando Rowehl
Das Kommando Rowehl (auch: Luftwaffensonderkommando Rowehl) war eine Einheit der deutschen Luftwaffe während der Zeit des Nationalsozialismus zur Luftbild-Fernaufklärung mit dem Schwerpunkt Sowjetunion. Die Geschwaderkennung war T5.

## Geschichte
Das Kommando Rowehl machte seit 1937 systematisch Aufklärungsflüge und Luftbildaufnahmen vom Territorium der Sowjetunion bis zur Krim und zum Kaukasus. Dazu verwendete sie Flugzeuge, deren Piloten absichtlich von ihrer Flugroute abwichen, was als Versehen deklariert wurde. Nach dem Beginn des deutsch-sowjetischen Krieges (22. Juni 1941) war dies nicht mehr möglich, weil die Sowjetunion ab dann ihre Grenzen hermetisch abriegelte und kriegsrelevante Informationen geheim hielt. 
Das Kommando Rowehl sammelte insbesondere Material über Industriebetriebe und die Rote Armee. 
Sowjetische Truppen registrierten von 1939 bis zum Juni 1941 ca. 500 Verletzungen des Luftraums der Sowjetunion durch deutsche Aufklärungsflugzeuge. Die sowjetische Seite, darauf bedacht, den deutsch-sowjetischen Nichtangriffspakt vom August 1939 zu erfüllen, unternahm keine militärischen Maßnahmen und protestierte lediglich gegen diese Luftraumverletzungen.
Die Aufklärungsergebnisse des Kommandos Rowehl ermöglichten es der Luftwaffe, am 22. Juni 1941, dem ersten Tag des deutsch-sowjetischen Krieges, Luftschläge gegen zahlreiche Flugplätze der sowjetischen Luftstreitkräfte zu fliegen und dabei 1.200 Flugzeuge am Boden zu zerstören. Anschließend hatten sie die Luftherrschaft.
Benannt war das Kommando nach ihrem Leiter Theodor Rowehl. Es unterstand direkt dem Oberbefehlshaber der Luftwaffe Hermann Göring. Es bestand aus bis zu 4 Staffeln mit 40 bis 60 Spezialflugzeugen für besonders große Höhen, der Typen Do 215 B-2, He 111, Ju 88 und Ju 86 P. Die Flugzeuge hatten Druckkabinen, spezielle Höhenmotoren und Zusatztanks. Sie flogen in Höhen von 10.000 bis 12.000 m, einer damals außergewöhnlichen Höhe.
Am 13. Februar 1940 notierte Alfred Jodl in seinem Tagebuch:

„Durch Admiral Canaris erfahren, daß Staffel Rowehl mit Masse von Bulgarien aus gegen den Kaukasus eingesetzt werden soll. Luftwaffe muß klären, von wem dieser abwegige Gedanke kommt.“

Auf diese Notiz angesprochen sagte Hermann Göring bei den Nürnberger Prozessen aus, dass er mit dem Kommando Rowehl die Zusammenziehung französischer und britischer Flugzeugstaffeln für die Operation Pike in Syrien beobachten ließ.